# دیزنی روی یخ
دیزنی روی یخ (به انگلیسی: Disney on Ice) در اصل دنیای روی یخ والت دیزنی (به انگلیسی: Walt Disney's World on Ice)، مجموعه‌ای از نمایش‌های یخی توریستی است که توسط نمایش رقص و موسیقی و تعطیلات روی یخ (آیس فالیس) از شرکت فلد انترتینمنت با توافق با شرکت والت دیزنی تولید شده‌است. این نمایش‌ها که عمدتاً کودکان را هدف قرار می‌دهند، شامل اسکیت‌بازانی است که نقش‌های شخصیت‌های دیزنی را در اجراهایی برگرفته از فیلم‌های مختلف دیزنی به تصویر می‌کشند. فلد انترتینمنت حقوق مطالب دیزنی را برای نمایش‌های یخی مجوز داد و شامل درآمدهای تجاری مشترک بین دیزنی و آیس فالیس می‌شود.

## تاریخچه
اندکی پس از اینکه شرکت فلد انترتینمنت از متل، آیس فالیس و تعطیلات روی یخ در سال ۱۹۷۹ خریداری کرد، این شرکت به سراغ دیزنی رفت تا یک نمایش مرتبط با دیزنی را روی یخ انجام دهد. فلد پروداکشنز مجوز ساخت مواد دیزنی برای نمایش یخی را صادر کرد. در سال ۱۹۸۱ آنها تولیدات خود را با نام دنیای روی یخ والت دیزنی آغاز کردند.
در مارس ۱۹۸۲، اروین و کنت فلد محصولات فلد را از متل از جمله آیس فالیس و دنیای روی یخ والت دیزنی خریداری کردند. در سال ۱۹۸۷، دنیای روی یخ والت دیزنی اولین نمایش بین‌المللی خود را در ژاپن با تولدت مبارک دونالد انجام داد. در سال ۱۹۸۸، این شرکت پنج نمایشگاه تور داشت. این نام در سال ۱۹۹۸ به «دیزنی بر روی یخ» تغییر یافت. تا سال ۲۰۰۸ هر سال یک نمایش جدید راه اندازی می‌شود.

## نمایش‌ها

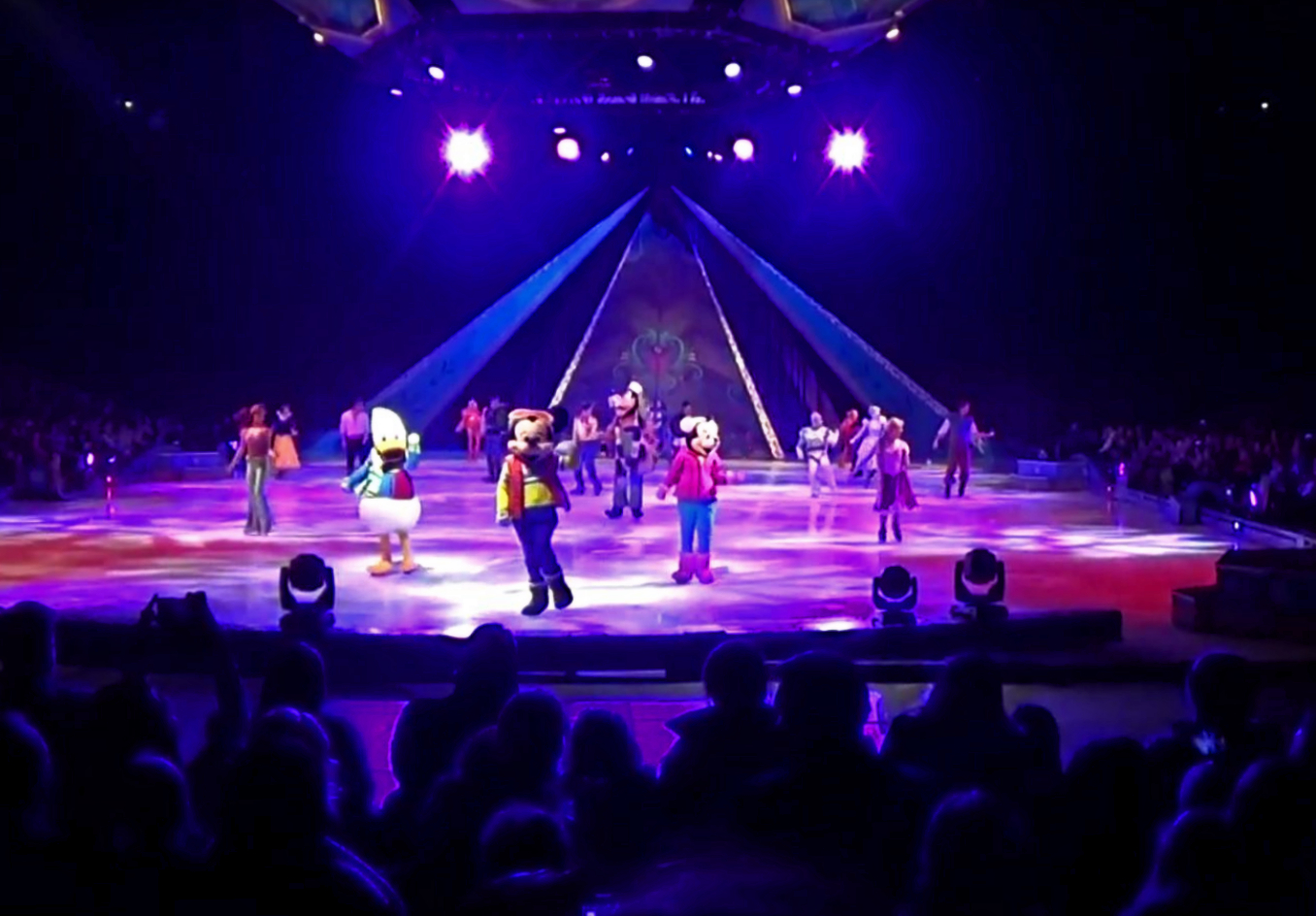
یخ‌زده در نمایشگاه مضمون هارتول آرنا در هلسینکی، فنلاند در سال ۲۰۱۷

این نمایش معمولاً توسط میکی ماوس با کمک مینی ماوس، گوفی و دونالد داک برگزار می‌شود. اخیراً این مجموعه بخش‌هایی دربارهٔ پرنسس دیزنی، یخ‌زده، و موانا (در بیشتر نمایش‌ها) دارد. تقریباً هر سال یک محصول جدید راه اندازی می‌شود.
در سال ۲۰۲۰، نمایش‌های دیزنی روی یخ در سراسر جهان به دلیل دنیاگیری کووید-۱۹ لغو شد. اجراها در نهایت در ۶ نوامبر ۲۰۲۰ از سر گرفته شد و با «رؤیای بزرگ» شروع شد.

### نمایش‌های فعلی
- ماجراهای سفر جاده‌ای[ب] (۲۰۱۹)
- مهمانی جستجوی میکی[پ] (۲۰۱۸ و ۲۰۲۱)
- یخ‌زده (۲۰۱۴) - بر اساس فیلم ۲۰۱۳.
- قهرمان خود را پیدا کن[ت] (۲۰۱۲ و ۲۰۲۱) - که در ابتدا با نام‌های تا ابد راک‌کردن،[ث] جشنواره جادویی یخ،[ج] و به ستاره‌ها برسید[چ] شناخته می‌شد.
- میکی و دوستان[ح] (۲۰۰۹ و ۲۰۲۱) - قبلاً به عنوان جشن‌ها!،[خ] جشن فوق‌العاده میکی[د] و جشن خاطرات[ذ] شناخته می‌شد.
- دنیای افسون (۲۰۰۸) - در ابتدا به عنوان دنیای فانتزی شناخته می‌شد.
- به سحر و جادو[ر] (۲۰۰۲ و ۲۰۲۲)
- رؤیای بزرگ[ز] (۲۰۰۰، ۲۰۰۶ و ۲۰۲۱) - در اصل ماجراهای جنگلی دیزنی روی یخ[ژ] و آرزوهای پرنسس[س] و سپس پرنسس‌ها و قهرمانان.[ش]
- بیایید جشن بگیریم[ص] (۱۹۹۹ و ۲۰۲۱) - در ابتدا با نام‌های ۷۵ سال جادوی دیزنی ۱۰۰ سال جادو[ض] و دنیای جادویی دیزنی روی یخ[ط] شناخته می‌شد. شامل ۵۰ شخصیت دیزنی از ۱۴ داستان کلاسیک با ۳۰ ترانه.